# Сухі тропічні ліси Фіджі
Сухі тропічні ліси Фіджі (ідентифікатор WWF: OC0201) — океанійський екорегіон тропічних та субтропічних сухих широколистяних лісів, розташований на заході Фіджі.

## Географія
Екорегіон сухих тропічних лісів Фіджі охоплює північно-західні частини двох найбільших островів Фіджі — Віті-Леву та Вануа-Леву. Архіпелаг Фіджі розташований у південно-східній частині Тихого океану, на східній окраїні Меланезії, приблизно за 3000 км на схід від Австралії. Острови Віті-Леву та Вануа-Леву разом складають 78 % території архіпелагу. На Віті-Леву мешкає 70 % населення країни. Тут розташована Сува — столиця та найбільше місто Фіджі, а також гора Томаніві — найвища вершина архіпелагу заввишки 1324 м. Східні частини островів Віті-Леву та Вануа-Леву є частиною більшого екорегіону вологих тропічних лісів Фіджі.
Вулканічні острови Фіджі утворилися внаслідок субдукції Тихоокеанської плити під Австралійську плиту приблизно 5-20 мільйонів років тому. Більшість ґрунтів Фіджі мають вулканічне походження, однак частина з них утворилася з піднятих морських рифів і відкладів, а в долинах річок на найбільших островах поширені алювіальні ґрунти.

## Клімат
На заході островів Віті-Леву та Вануа-Леву поширений тропічний мусонний клімат (Am за класифікацією кліматів Кеппена). Середня температура тут коливається від 22 °C у липні до 26 °C у січні. Гори затримують південно-східні пасати та утворюють дощову тінь на західних, підвітряних сторонах великих островів. Середньорічна кількість опадів в екорегіоні коливається від 1500 до 2250 мм. Опади мають чітко виражену сезонність: більшість з них випадає з грудня по квітень, а в прохолоднішу решту року панують посушливі умови. Тропічні циклони, що надходять з північного заходу з листопада по квітень, вражають Фіджі кожні кілька років.

## Флора
Рослинний покрив екорегіону раніше був представлений сухими тропічними лісами, які вкривали близько третини островів Віті-Леву та Вануа-Леву. У цих лісах домінували гніздові дакридіуми (Dacrydium nidulum) та стрункі фаргеї (Fagraea gracilipes), а також були поширені каштанолисті мускатники (Myristica castaneifolia), цибулеві смердючі дерева (Didymocheton alliaceus), острівні парінарі (Parinari insularum), борнейські тики (Intsia bijuga), свічкові горіхи (Aleurites moluccanus), теофрастові фікуси (Ficus theophrastoides), різні види сизигіумів (Syzygium spp.) та бамбуків (Bambusa spp.), а також голонасінні олеандролисті ногоплідники (Podocarpus neriifolius), саговники Зеемана (Cycas seemannii) та фіджійські гімностоми (Gymnostoma vitiense). На найбільш сухих територіях зростали ендемічні фіджійські сандали (Santalum yasi), хвощелисті казуарини (Casuarina equisetifolia), фіджійські гімностоми (Gymnostoma vitiense) та ліаноподібні повзучі папороті (Lygodium microphyllum). Між сухими та вологими тропічними лісами зустрічалися перехідні ліси.
Наразі незайманих сухих тропічних лісів в регіоні не залишилося. На еродованих ґрунтах подекуди зустрічаються порушені сухі ліси, які мають відкритий, саваноподібний вигляд. В цих лісах переважають хвощелисті казуарини (Casuarina equisetifolia), а в їх підліску поширені тихоокеанські муссенди (Mussaenda raiateensis), кущові десятинасінники (Decaspermum fruticosum), широколисті додонії (Dodonaea viscosa), саговники Зеемана (Cycas seemannii) та фіджійські віялові пальми (Pritchardia pacifica).
Багато територій, які колись були вкриті сухими лісами, настільки сильно постраждали від частих пожеж, що тепер на них переважають відкриті луки та савани, відомі як "таласіка" або "випалені сонцем". Найпоширенішою травою на луках, які займають близько 25 % площі Віті-Леву та Вануа-Леву, є індійський спороболус (Sporobolus indicus). Також на цих луках зустрічаються папороті — звичайний орляк (Pteridium aquilinum) та лінійна вилчаста папороть (Dicranopteris linearis).
Інший тип відносно сухих лісів зустрічається у прибережних районах. Ці прибережні ліси подібні до тих, що зустрічаються на багатьох островах Тихого океану. На узбережжях зустрічаються чагарники прибережної капусти (Scaevola taccada), морської айстри (Melanthera biflora), повстистої софори (Sophora tomentosa) та безколючкової волькамерії (Volkameria inermis), а далі вглиб країни поширені ліси, у яких переважають азійські баррингтонії (Barringtonia asiatica), волокнистолисті калофіллуми (Calophyllum inophyllum), морські гібіски (Hibiscus tiliaceus), кокосові пальми (Cocos nucifera), покрівельні пандани (Pandanus tectorius) та хвощелисті казуарини (Casuarina equisetifolia).
Важко дізнатися, які види рослин і тварин були характерними для сухих тропічних лісів Фіджі, оскільки ці ліси вже були рідкісними, коли науковці почали досліджувати біорізноманіття регіону. Загалом в екорегіоні зареєстровано 310 видів, з яких 96 % є ендеміками архіпелагу, а 36 % — зустрічаються лише в сухих лісах.

## Фауна
Фауна екорегіону загалом є біднішою за фауну вологих тропічних лісів Фіджі. Тим не менш, деякі види тварин зустрічаються лише у сухих зонах Фіджі та відсутні у більш вологих частинах архіпелагу.
Відомо, що жоден горобцеподібний птах не був спеціалізованим мешканцем сухих лісів, однак два види птахів — філіппінські свистачі (Dendrocygna arcuata) та східні сипухи (Tyto longimembris) — гніздилися та шукали їжу саме в сухих лісах екорегіону. Наразі обидва види вважаються вимерлими на Фіджі.
Фіджійські змії (Ogmodon vitianus) та тихокеанські деревні удави (Candoia bibroni) зустрічаються у перехідній зоні між сухими та вологими областями Фіджі. Можливо, ці види колись були присутні в сухих тропічних лісах. Також в залишках лісів регіону зустрічаються рідкісні фіджійські смугасті ігуани (Brachylophus bulabula). Ендеміками екорегіону є деякі види безхребетних, зокрема равлики з роду Placostylus.
У прибережних сухих лісах, які зустрічаються не лише на Віті-Леву та Вануа-Леву, але й на багатьох інших островах Фіджі, мешкають різноманітні морські птахи, тонганські пінони (Ducula pacifica), фіджійські тілопо (Ptilinopus porphyraceus) та лорі-самітники (Vini solitaria), а також велетенські кокосові краби (Birgus latro).

## Збереження
Археологічні дані свідчать про те, що спалювання сухих лісів та подальша ерозія відбувалися на Фіджі протягом останніх 2500 років. Наразі більша частина території екорегіону перетворена на плантації цукрової тростини та екзотичної деревини, на пасовиська, або вона зазнала таких частих пожеж та значної ерозії, що розріджені спороболусово-папоротеві луки — це все, що може на ній рости. Луки таласіка займають понад 3000 км² території Фіджі. Спірним є те, чи існували вони взагалі до появи людини. Ґрунти в цих районах настільки бідні, що на них може рости дуже мало рослин, а тропічні зливи та циклони призводять до масштабної ерозії, що додатково шкодить ґрунтам. Щонайменше 300 км² були засаджені плантаціями карибської сосни (Pinus caribaea) з метою стабілізувати ґрунти та запобігти ерозії. Наразі ці ліси постачають близько 30 % деревини для промисловості Фіджі. Кілька невеликих ділянок сухих лісів залишилися на Вануа-Леву, Віті-Леву, острові Ядуа-Табу та на дрібних островах в групах Маманука та Ясава. Прибережні ліси все ще досить широко поширені, але на заселених островах вони значно постраждали.
Оцінка 2017 року показала, що 204 км², або 3 % екорегіону, є заповідними територіями. Природоохоронні території включають Національний парк Корояніту.